# Webera flexuosa
Webera flexuosa là một loài Rêu trong họ Bryaceae. Loài này được (Harv.) Mitt. miêu tả khoa học đầu tiên năm 1859.